# Wereldkampioenschappen kunstschaatsen 1982
De Wereldkampioenschappen kunstschaatsen is een evenement dat georganiseerd wordt door de Internationale Schaatsunie.
Het WK toernooi van 1982 vond plaats in Kopenhagen. Tot 1982 hadden er zes deelnemers uit Denemarken aan het WK Kunstschaatsen deelgenomen voordat Kopenhagen de gaststad werd. In 1934 was Ester Bronstein de eerste vertegenwoordiger van Denemarken op het WK bij de vrouwen. In 1938 was Per Cock-Poulsen de eerste vertegenwoordiger van Denemarken op het WK bij de mannen, ook in 1939 en van 1947-1950 nam hij deel. Flemming Söderquist was 25 jaar later (1975) de derde vertegenwoordiger, hij nam ook in 1976 deel. Stella Bristing nam, ook in 1976, bij de vrouwen deel. In 1980 en 1981 nam Hanne Gamborg bij de vrouwen en in 1981 nam Todd Sand bij de mannen deel.
Voor de mannen was het de 72e editie, voor de vrouwen de 62e editie, voor de paren de 60e editie, en voor de ijsdansers de 30e editie.

## Historie
De Duitse en Oostenrijkse schaatsbond, verenigd in de "Deutscher und Österreichischer Eislaufverband", organiseerden zowel het eerste EK Schaatsen voor mannen als het eerste EK Kunstrijden voor mannen in 1891 in Hamburg, Duitsland, nog voor het ISU in 1892 werd opgericht. De internationale schaatsbond nam in 1892 de organisatie van het EK Kunstrijden over. In 1895 werd besloten voortaan de Wereldkampioenschappen kunstschaatsen te organiseren en kwam het EK te vervallen. In 1896 vond de eerste editie voor de mannen plaats. Vanaf 1898 vond toch weer een herstart plaats van het EK Kunstrijden.
In 1906, tien jaar na het eerste WK voor de mannen, werd het eerste WK voor de vrouwen georganiseerd en twee jaar later, in 1908, vond het eerste WK voor de paren plaats. In 1952 werd de vierde discipline, het WK voor de ijsdansers, eraan toegevoegd.
Er werden geen kampioenschappen gehouden tijdens en direct na de Eerste Wereldoorlog (1915-1921) en tijdens en direct na de Tweede Wereldoorlog (1940-1946) en in 1961 vanwege de Sabena vlucht 548 vliegtuigramp op 15 februari op Zaventem waarbij alle passagiers, waaronder de voltallige Amerikaanse delegatie voor het WK kunstrijden op weg naar Praag, om het leven kwamen.

## Deelname
Er namen deelnemers uit 24 landen deel aan deze kampioenschappen. Zij vulden een recordaantal van 98 startplaatsen in.
Voor België nam Eric Krol voor de tweede keer bij de mannen deel en Katrien Pauwels debuteerde bij de vrouwen.
Voor Nederland debuteerden Ed van Campen bij de mannen en Li Scha Wang bij de vrouwen. Marianne van Bommel en Wayne Deweyert kwamen voor de tweede keer uit bij het ijsdansen.
(Tussen haakjes het totaal aantal startplaatsen over de disciplines.)
| Verenigde Staten (12) Sovjet-Unie (10) Canada (7) Frankrijk (7) Verenigd Koninkrijk (7) West-Duitsland (7) | Japan (5) Duitse Democratische Republiek (5) Italië (4) Oostenrijk (4) China (3) Finland (3) | Nederland (3) Zweden (3) Zwitserland (3) Australië (2) België (2) Denemarken (2) | Joegoslavië (2) Spanje (2) Tsjecho-Slowakije (2) Nieuw-Zeeland (1) Polen (1) Zuid-Korea (1) |

## Medailleverdeling
Bij de mannen prolongeerde Scott Hamilton zijn in 1981 veroverde wereldtitel. De nummers twee en drie, Norbert Schramm en Brian Pockar stonden beide voor de eerste keer op het erepodium.
Ook bij de vrouwen veroverde Elaine Zayak na haar tweede plaats in 1981dit jaar de wereldtitel. Voor Katarina Witt op de tweede plaats was het haar eerste WK medaille. Claudia Kristofics-Binder stond net als in 1981 op de derde plaats.
Bij het paarrijden veroverden Sabine Baess / Tassilo Thierbach de wereldtitel, het was hun derde medaille, in 1979 werden ze derde en in 1981 tweede. De nummers drie van 1980, Marina Pestova / Stanislav Leonovich, eindigden dit jaar als tweede. Caitlin Carruthers / Peter Carruthers op de derde plaats veroverde hun eerste WK medaille.
Bij het ijsdansen stonden dezelfde drie paren als in 1981 op het erepodium. Het Britse paar Jayne Torvill / Christopher Dean prolongeerden hun wereldtitel. Natalja Bestemjanova / Andrej Boekin veroverden hun tweede medaille,  in 1981 derde en dit jaar tweede. Het paar Irina Moiseeva / Andrei Minenkov veroverden hun achtste medaille, in 1975, 1977 werden ze wereldkampioen, in 1976, 1978, 1981 tweede en in 1979, 1980 en dit jaar derde.
| Discipline | Goud ·                           | Zilver ·                             | Brons ·                               |
| ---------- | -------------------------------- | ------------------------------------ | ------------------------------------- |
| Mannen     | Scott Hamilton                   | Norbert Schramm                      | Brian Pockar                          |
| Vrouwen    | Elaine Zayak                     | Katarina Witt                        | Claudia Kristofics-Binder             |
| Paren      | Sabine Baess / Tassilo Thierbach | Marina Pestova / Stanislav Leonovich | Caitlin Carruthers / Peter Carruthers |
| IJsdansen  | Jayne Torvill / Christopher Dean | Natalja Bestemjanova / Andrej Boekin | Irina Moiseeva / Andrei Minenkov      |

## Uitslagen

### Mannen / Vrouwen
| Goud   | Scott Hamilton         | Vlag van Verenigde Staten        |  |
| Zilver | Norbert Schramm        | Vlag van Duitsland               |  |
| Brons  | Brian Pockar           | Vlag van Canada                  |  |
| 4      | Brian Orser            | Vlag van Canada                  |  |
| 5      | Jean-Christophe Simond | Vlag van Frankrijk               |  |
| 6      | Robert Wagenhoffer     | Vlag van Verenigde Staten        |  |
| 7      | Igor Bobrin            | Vlag van Sovjet-Unie             |  |
| 8      | David Santee           | Vlag van Verenigde Staten        |  |
| 9      | Fumio Igarashi         | Vlag van Japan                   |  |
| 10     | Alexandr Fadeev        | Vlag van Sovjet-Unie             |  |
| 11     | Vladimir Kotin         | Vlag van Sovjet-Unie             |  |
| 12     | Takashi Mura           | Vlag van Japan                   |  |
| 13     | Grzegorz Filipowski    | Vlag van Polen                   |  |
| 14     | Philippe Paulet        | Vlag van Frankrijk               |  |
| 15     | Rudi Cerne             | Vlag van Duitsland               |  |
| 16     | Jozef Sabovcik         | Vlag van Tsjechië                |  |
| 17     | Didier Monge           | Vlag van Frankrijk               |  |
| 18     | Mitsuru Matsumura      | Vlag van Japan                   |  |
| 19     | Lars Akesson           | Vlag van Zweden                  |  |
| 20     | Thomas Hlavik          | Vlag van Oostenrijk              |  |
| 21     | Mark Pepperday         | Vlag van Verenigd Koninkrijk     |  |
| 22     | Todd Sand              | Vlag van Denemarken              |  |
| 23     | Bruno del Maestro      | Vlag van Italië                  |  |
| 24     | Richard Furrer         | Vlag van Zwitserland             |  |
| 25     | Miljan Begovic         | Vlag van Joegoslavië (1943-1992) |  |
| 26     | Michael Pasfield       | Vlag van Australië               |  |
| 27     | Zhaoxiao Xu            | Vlag van China                   |  |
| 28     | Eric Krol              | Vlag van België                  |  |
| 29     | Ed van Campen          | Vlag van Nederland               |  |
| 30     | Fernando Soria         | Vlag van Spanje                  |  |

| Goud   | Elaine Zayak              | Vlag van Verenigde Staten               |        |
| Zilver | Katarina Witt             | Vlag van Duitse Democratische Republiek |        |
| Brons  | Claudia Kristofics-Binder | Vlag van Oostenrijk                     |        |
| 4      | Claudia Leistner          | Vlag van Duitsland                      |        |
| 5      | Elena Vodorezova          | Vlag van Sovjet-Unie                    |        |
| 6      | Rosalynn Sumners          | Vlag van Verenigde Staten               |        |
| 7      | Vikki de Vries            | Vlag van Verenigde Staten               |        |
| 8      | Kay Thomson               | Vlag van Canada                         |        |
| 9      | Kristiina Wegelius        | Vlag van Finland                        |        |
| 10     | Deborah Cottrill          | Vlag van Verenigd Koninkrijk            |        |
| 11     | Carola Paul               | Vlag van Duitse Democratische Republiek |        |
| 12     | Janina Wirth              | Vlag van Duitse Democratische Republiek |        |
| 13     | Elizabeth Manley          | Vlag van Canada                         |        |
| 14     | Sanda Dubravcic           | Vlag van Joegoslavië (1943-1992)        |        |
| 15     | Manuela Ruben             | Vlag van Duitsland                      |        |
| 16     | Sandra Cariboni           | Vlag van Zwitserland                    |        |
| 17     | Karen Wood                | Vlag van Verenigd Koninkrijk            |        |
| 18     | Sonja Stanek              | Vlag van Oostenrijk                     |        |
| 19     | Catarina Lindgren         | Vlag van Zweden                         |        |
| 20     | Myriam Oberwiler          | Vlag van Zwitserland                    |        |
| 21     | Beatrice Farinacci        | Vlag van Frankrijk                      |        |
| 22     | Mariko Joshida            | Vlag van Japan                          |        |
| 23     | Diana Rankin              | Vlag van Verenigd Koninkrijk            |        |
| 24     | Parthena Sarafidis        | Vlag van Oostenrijk                     |        |
| 25     | Hanne Gamborg             | Vlag van Denemarken                     |        |
| 26     | Karin Telser              | Vlag van Italië                         |        |
| 27     | Vicki Holland             | Vlag van Australië                      |        |
| 28     | Liisa Seitsonen           | Vlag van Finland                        |        |
| 29     | Li Scha Wang              | Vlag van Nederland                      |        |
| 30     | Katrien Pauwels           | Vlag van België                         |        |
| -      | Denyse Adam               | Vlag van Nieuw-Zeeland                  | t.z.t. |
| -      | Rosario Esteban           | Vlag van Spanje                         | t.z.t. |
| -      | Lim Hye-kyung             | Vlag van Zuid-Korea                     | t.z.t. |
| -      | Bao Zhenghua              | Vlag van China                          | t.z.t. |

### Paren / IJsdansen
| Goud   | Sabine Baess Tassilo Thierbach      | Vlag van Duitse Democratische Republiek |  |
| Zilver | Marina Pestova Stanislav Leonovich  | Vlag van Sovjet-Unie                    |  |
| Brons  | Caitlin Carruthers Peter Carruthers | Vlag van Verenigde Staten               |  |
| 4      | Barbara Underhill Paul Martini      | Vlag van Canada                         |  |
| 5      | Irina Vorobieva Igor Lisovski       | Vlag van Sovjet-Unie                    |  |
| 6      | Veronika Pershina Marat Akbarov     | Vlag van Sovjet-Unie                    |  |
| 7      | Birgit Lorenz Knut Schubert         | Vlag van Duitse Democratische Republiek |  |
| 8      | Lea Ann Miller William Fauver       | Vlag van Verenigde Staten               |  |
| 9      | Lori Baier Lloyd Eisler             | Vlag van Canada                         |  |
| 10     | Maria di Domenico Burt Lancon       | Vlag van Verenigde Staten               |  |
| 11     | Bettina Hage Stefan Zins            | Vlag van Duitsland                      |  |
| 12     | Nathalie Tortel Xavier Videau       | Vlag van Frankrijk                      |  |
| 13     | Bo Luan Bin Yao                     | Vlag van China                          |  |

| Goud   | Jayne Torvill Christopher Dean     | Vlag van Verenigd Koninkrijk |        |
| Zilver | Natalja Bestemjanova Andrej Boekin | Vlag van Sovjet-Unie         |        |
| Brons  | Irina Moiseeva Andrei Minenkov     | Vlag van Sovjet-Unie         |        |
| 4      | Judy Blumberg Michael Seibert      | Vlag van Verenigde Staten    |        |
| 5      | Carol Fox Richard Dalley           | Vlag van Verenigde Staten    |        |
| 6      | Olga Volozhinskaya Alexandr Svinin | Vlag van Sovjet-Unie         |        |
| 7      | Karen Barber Nicholas Slater       | Vlag van Verenigd Koninkrijk |        |
| 8      | Elisa Spitz Scott Gregory          | Vlag van Verenigde Staten    |        |
| 9      | Jana Berankova Jan Bartak          | Vlag van Tsjechië            |        |
| 10     | Tracy Wilson Robert McCall         | Vlag van Canada              |        |
| 11     | Nathalie Herve Pierre Bechu        | Vlag van Frankrijk           |        |
| 12     | Birgit Goller Peter Klisch         | Vlag van Duitsland           |        |
| 13     | Wendy Sessions Stephen Williams    | Vlag van Verenigd Koninkrijk |        |
| 14     | Petra Born Rainer Schonborn        | Vlag van Duitsland           |        |
| 15     | Noriko Sato Tadayuki Takahashi     | Vlag van Japan               |        |
| 16     | Marianne van Bommel Wayne Deweyert | Vlag van Nederland           |        |
| 17     | Martine Olivier Philippe Boissier  | Vlag van Frankrijk           |        |
| 18     | Graziella Ferpozzi Marco Ferpozzi  | Vlag van Italië              |        |
| 19     | Saila Saarinen Kim Jacobson        | Vlag van Finland             |        |
| 20     | Ulla Ornmarker Thomas Svedberg     | Vlag van Zweden              |        |
| 21     | Graziella Ferpozzi Marco Ferpozzi  | Vlag van Italië              |        |
| -      | Isabella Micheli Robert Pelizzola  | Vlag van Italië              | t.z.t. |